# Kola (Stadt)
Kola (russisch Кола) ist eine Stadt in der Oblast Murmansk (Russland) mit 10.437 Einwohnern (Stand 14. Oktober 2010).

## Geografie
Die Stadt liegt auf der Kolahalbinsel etwa zwölf Kilometer südlich der Oblasthauptstadt Murmansk an der Mündung der Flüsse Tuloma und Kola in die Kolabucht der Barentssee.
Kola ist heute eine Satellitenstadt von Murmansk und Verwaltungszentrum des gleichnamigen Rajons.
Die Stadt liegt an der 1917 eröffneten Murmanbahn, einer heute zur Oktoberbahn der RZD gehörenden Eisenbahnstrecke von Sankt Petersburg nach Murmansk (Streckenkilometer 1438). Hier zweigt eine Nebenstrecke nach Petschenga und Nikel (186 km) ab. Die Fernstraße R21 Sankt Petersburg–Seweromorsk umgeht Kola östlich und verläuft über die Kolabucht-Brücke weiter Richtung Petschenga und zur norwegischen Finnmark. Nahe Kola befindet sich der Flughafen Murmansk.

## Geschichte
Der Ort wurde erstmals 1264 als Pomorensiedlung Kolo urkundlich erwähnt. 1583–1584 wurden vom Zaren Iwan IV. 400 Strelizen entsandt, um hier den Kola-Ostrog zu errichten, der in Folge schon bald Stadt Kola genannt wurde.

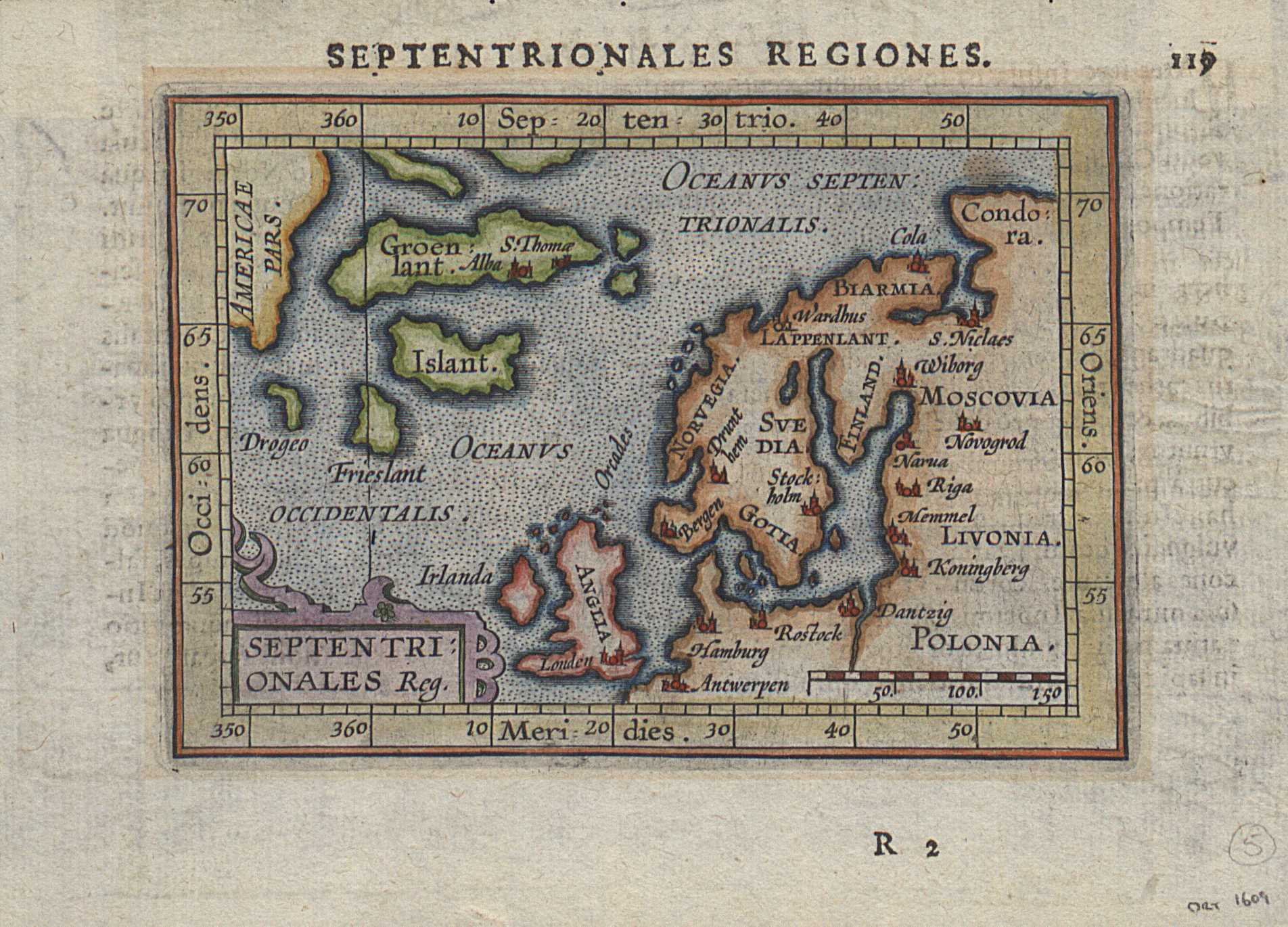
Kola auf einer holländischen Karte von 1601

Im 15. bis 17. Jahrhundert war Kola einer der Ausgangspunkte für Fahrten nach Spitzbergen (in dieser Zeit von den Pomoren Grumant genannt) und Nowaja Semlja.
Unter Peter dem Großen wurde die Befestigung 1700–1706 erneuert. Im 18. Jahrhundert verlor die Stadt zwar ihre Bedeutung als Handelszentrum im russischen Norden, erhielt jedoch 1781 (oder 1784) das reguläre Stadtrecht.
Während des Krimkrieges wurden Festung und Stadt 1854 von englischen Truppen fast vollständig niedergebrannt.
1926, ein Jahrzehnt nach Gründung von Murmansk, verlor Kola sein Stadtrecht, erhielt es jedoch 1965 erneut.

### Bevölkerungsentwicklung
| Jahr | Einwohner |
| ---- | --------- |
| 1897 | 615       |
| 1926 | 614       |
| 1939 | 8.385     |
| 1959 | 12.273    |
| 1970 | 12.085    |
| 1979 | 13.301    |
| 1989 | 16.541    |
| 2002 | 11.060    |
| 2010 | 10.437    |

Anmerkung: Volkszählungsdaten

## Kultur und Sehenswürdigkeiten
In Kola sind der Erdwall und der Graben der alten Befestigungsanlagen erhalten, außerdem eines der ältesten Steingebäude der Halbinsel, die Mariä-Verkündigungs-Kathedrale (Благовещенский собор/Blagoweschtschenski sobor) von 1800 bis 1809.
In der Stadt befindet sich ein Pomorenmuseum.

## Wirtschaft
In Kola gibt es eine Möbelfabrik und Betriebe der Lebensmittelindustrie. Oberhalb der nahen Siedlung Murmaschi betreibt die Kolenergo AG (gehört zum Unified Energy System) an der Tuloma ein Wasserkraftwerk.

## Städtepartnerschaften
- Inari, Finnland